# Краєзнавчий музей Кролевецької міської ради
Краєзна́вчий музе́й Кролевецької міської ради — краєзнавчий музей у місті Кролевець на Сумщині, зібрання матеріалів і предметів з історичного та культурного розвитку та персоналій Кролевеччини; значний культурний осередок міста.

## Історія створення
У 2000 р. на базі музею історії м. Кролевець (1971 р.) був створений Кролевецький районний краєзнавчий музей.

## Діяльність музею
Музей є науково-дослідним і культурно-освітнім закладом, діяльність якого спрямована на збереження та популяризацію історії краю, його трудових колективів, відродження та сприяння розвитку української традиційної культури. З цією метою музеєм проводяться польові експедиції, організовуються наукові конференції та культурно-мистецькі заходи. Заклад поповнює свою колекцію, організовує та проводить виставки, має постійну експозицію.

## Фонди та експозиція

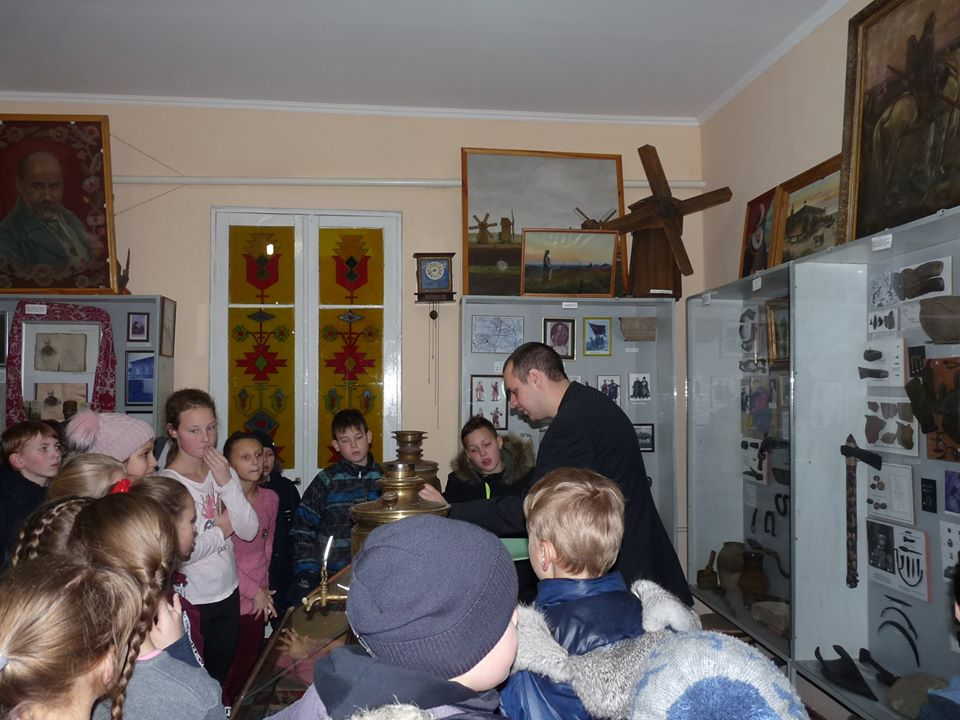
Екскурсія в залі №1 музею

Сучасна музейна експозиція, розташована в 3 залах, має розділи:

Перший зал — «Від давнини до 1914 року» охоплює історію регіону за кілька тисячоліть. 
Експонуються кістки мамонтів — тварин що жили на території краю в льодовиковий період . 
Зокрема є стенд, який представляє рештки особистих предметів і речей домашнього вжитку, які були знайдені під час розкопок у 2000 році поблизу Подолово.
Експонати залу знайомлять відвідувачів з періодом заснування міста від давнини до 1914 року. Тут представлені археологічні знахідки від часу неоліту до XVIII ст.
На доказ про перебування знаменитої Кролевецької Хресто-Воздвиженської ярмарки представлені предмети зважування – терези, а також грошові знаки.
Зал має куточок, присвячений перебуванню у місті у 1859 році Тараса Григоровича Шевченка. Про розвиток міста розповідають численні фото та документи.
Широко представлені твори літераторів Кролевеччини: місцеві поети Василь Сухомлин, Олександр Риндя, Юрій Козя, Іван Яновський, Віктор Дзюба. Експонуються твори місцевого письменника Панаса Кочури.  
Другий зал — «Кролевець 1914—1941 рр.; Культура, мистецтво Кролевеччини». Розділ експозиції присвячено пам’яті жертв Голодомору і політичних репресій в Україні. Експозицію залу доповнюють картини, написані Євдокимом Мінюрою, Володимиром Руденком, Юрієм Журкою.
Третій зал — це документальні матеріали, речі радянських і німецьких солдатів. На окремому стенді виставлені портрети кролевчан Героїв Радянського Союзу, подаються їх біографічні дані. У цьому залі можна побачити фото, на яких зображені кролевчани, учасники Революції Гідності та учасники Російсько-української війни. 
Експонати надані безпосередніми учасниками подій, волонтерами, громадськими організаціями. В експозиції можна побачити каску, прошиту кулями, снаряди, залишки зброї. Велику увагу глядачів викликає військова форма нашого земляка Лепехи А. А., який загинув під час антитерористичної операції на сході нашої країни. 
У 2024 році музей започаткував онлайн-рубрику «Незабутній Микола Лукаш», присвячену 105-річчю від дня народження відомого перекладача, мовознавця і поліглота, уродженця Кролевця М. О. Лукаша.